# Wladimir Nikolajewitsch Domogazki

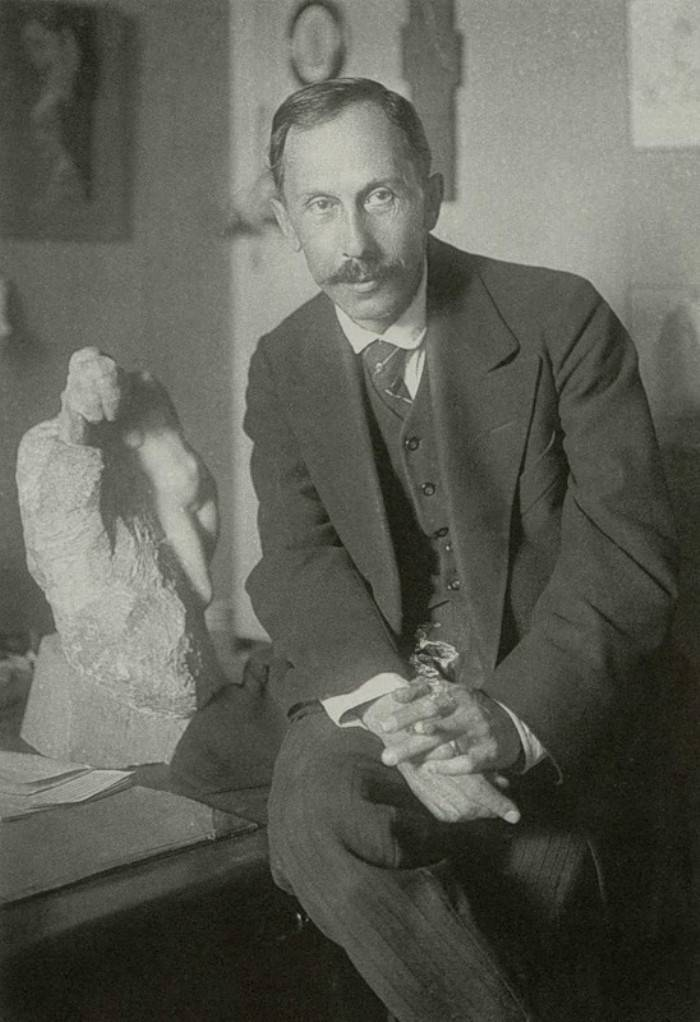
Wladimir Nikolajewitsch Domogazki

Wladimir Nikolajewitsch Domogazki (russisch Владимир Николаевич Домогацкий; * 8. Apriljul. / 20. April 1876greg. in Odessa; † 30. März 1939 in Moskau) war ein russisch-sowjetischer Bildhauer und Hochschullehrer.

## Leben
Domogazki, Sohn eines ukrainischen Gutsherrn und Arztes, verbrachte seine Kindheit in der Schweiz und Ukraine. Er kam dann nach Moskau und studierte 1897–1902 Jura an der Kaiserlichen Universität Moskau. Daneben nahm er Privatstunden bei dem Bildhauer Sergei Wolnuchin und dem Maler Sergei Iwanow. Wiederholt besuchte er Paris (ab 1896) und Italien (1901) zum Studium der europäischen Kunst. Besonders beeinflusst wurde er von den Werken der Bildhauer Paolo Troubetzkoy, Rembrandt Bugatti und Auguste Rodin. 1907 studierte er in Paris die Marmor-Bearbeitungstechnik und stellte auf dem Pariser Herbstsalon aus.
Nach der Rückkehr nach Moskau lehrte Domogazki 1908–1910 an der Stroganow-Kunst-Gewerbe-Schule. Er modellierte Flakons für die Beljajew-Glasfabrik. 1914 wurde er Mitglied der Moskauer Künstler-Genossenschaft. Er war Mitglied der Genossenschaft der künstlerischen Wanderausstellungen der Peredwischniki und der Mir Iskusstwa.
Nach der Oktoberrevolution wurde Domogazki 1919 Mitglied des Zentralkomitees und der Geschäftsführung der Kunst-Sektion der Union der Arbeiter der Kunst (RABIS). Er beteiligte sich an der Realisierung des Plans Lenins für Monumental-Propaganda und gestaltete George Byron (1919, Gips) für Petrograd. Er leitete die Kommission für die Reorganisation der Moskauer Hochschule für Malerei, Bildhauerei und Architektur. Er schuf Porträts des Bildhauers Wassili Watagin (1923), des Arztes Nikolai Semaschko (1924), des Schriftstellers Wikenti Weressajew (1929) und des Philosophen Karl Marx (1931).  Er beteiligte sich an den Wettbewerben für die Erstellung der Denkmäler Alexander Puschkins und Maxim Gorkis (1938). Er fertigte die Grabsteine für den Schauspieler Alexander Juschin (1928) und den Piloten der Roten Armee Andrei Petrow-Sergejew (1934) auf dem Nowodewitschi-Friedhof an.
Domogazki beteiligte sich an dem Artikel über Bildhauerei der ersten Ausgabe der Großen Sowjetischen Enzyklopädie (1926–1933). Er leitete 1923–1925 die Bildhauerei-Abteilung der Tretjakow-Galerie in Moskau. 1937 wurde er Professor des aus dem WChUTEIN entstandenen Moskauer Instituts für Bildende Kunst und Dekan der Bildhauerei-Fakultät. Schüler Domogazkis waren Lew Kerbel, Wladimir Zigal und Daniel Mitljanski.
Domogazki war mit Jekaterina Lwowna Stamm verheiratet. Ihr Sohn Wladimir (1909–1986) war Künstler und war verheiratet mit der Bildhauerei-Studentin seines Vaters Olga Artemjewna Domogazkaja (1910–1976). Ihr Sohn Fjodor Wladimirowitsch (1945–2013) war auch Künstler. Der Enkel Grigori Wladimirowitsch (1941–2024) wurde Elementarteilchen-Physiker.
Domogazki starb am 30. März 1939 im Alter von 62 Jahren und wurde auf dem Nowodewitschi-Friedhof begraben.

## Werke (Auswahl)
Tretjakow-Galerie:

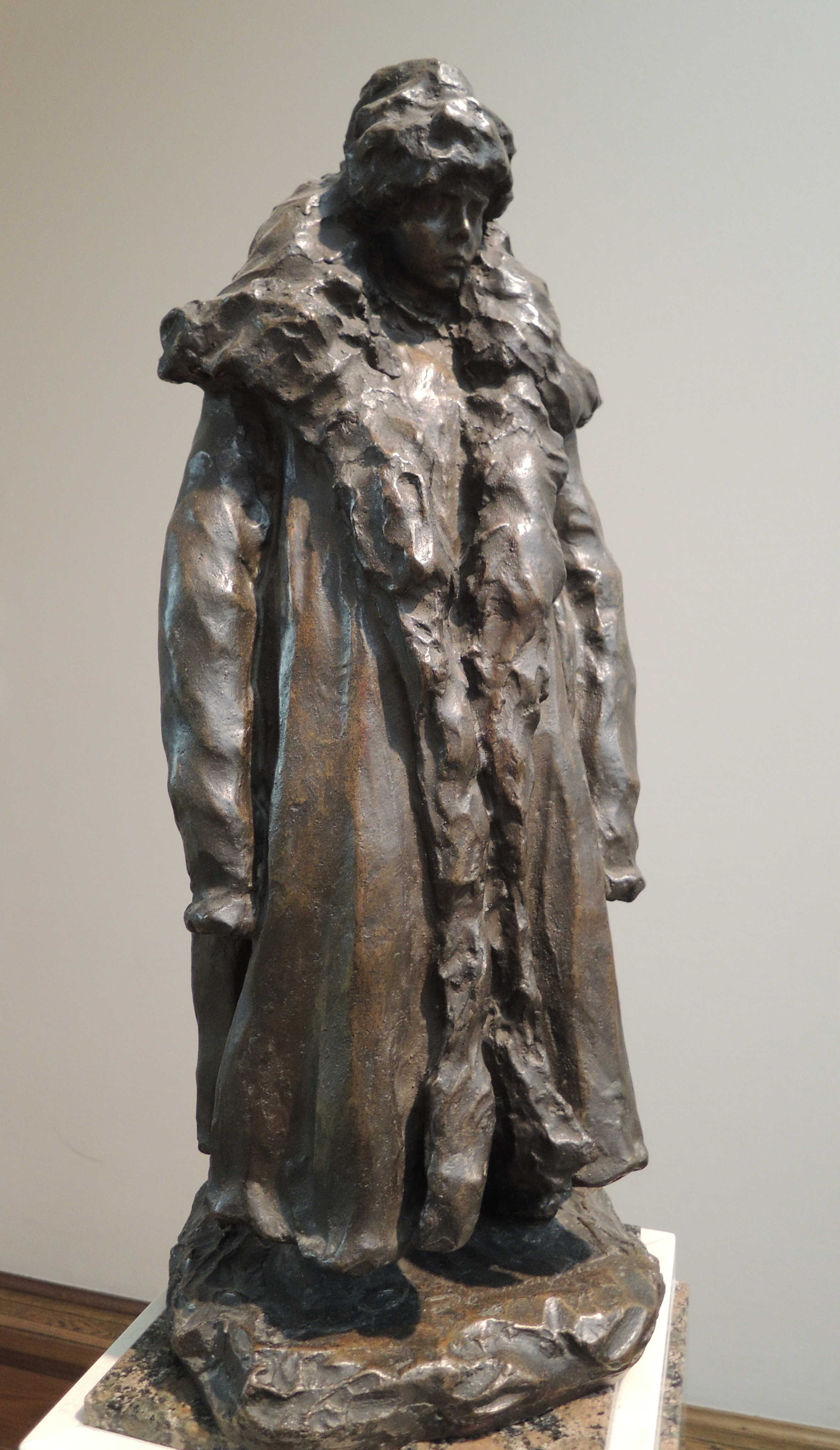
Junge im Pelzmantel (1904)
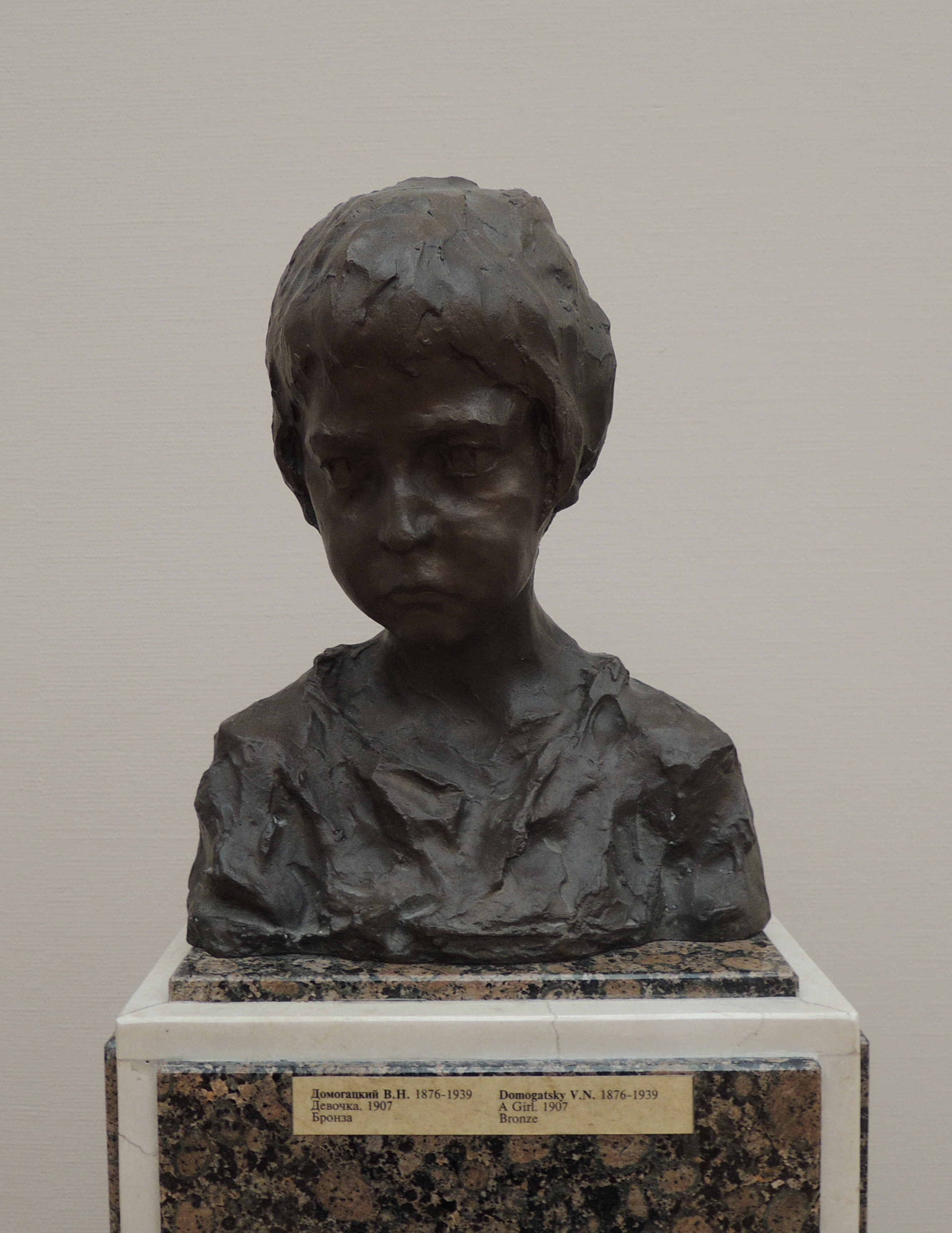
Mädchen (1907)
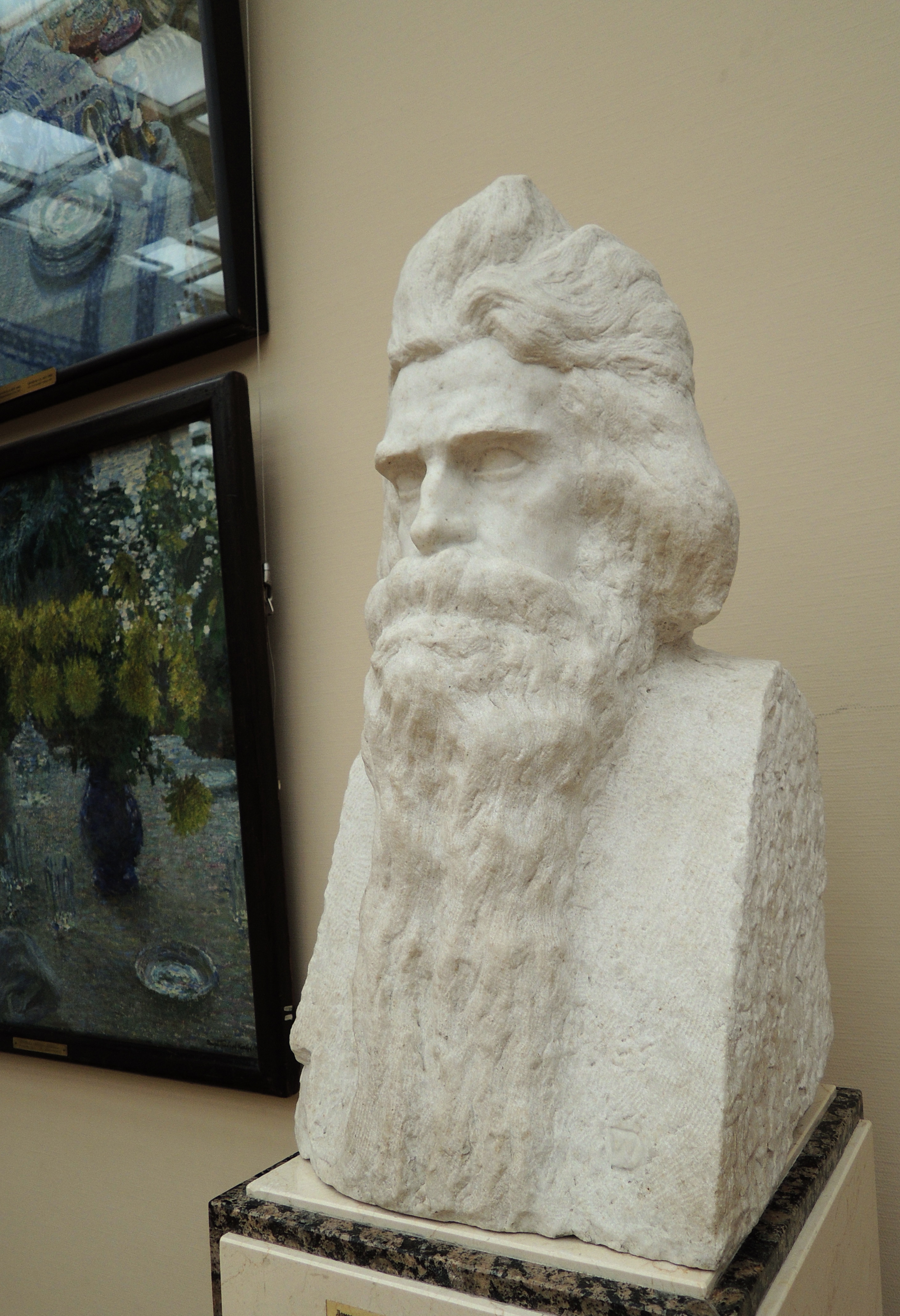
Wladimir Solowjow (1915)
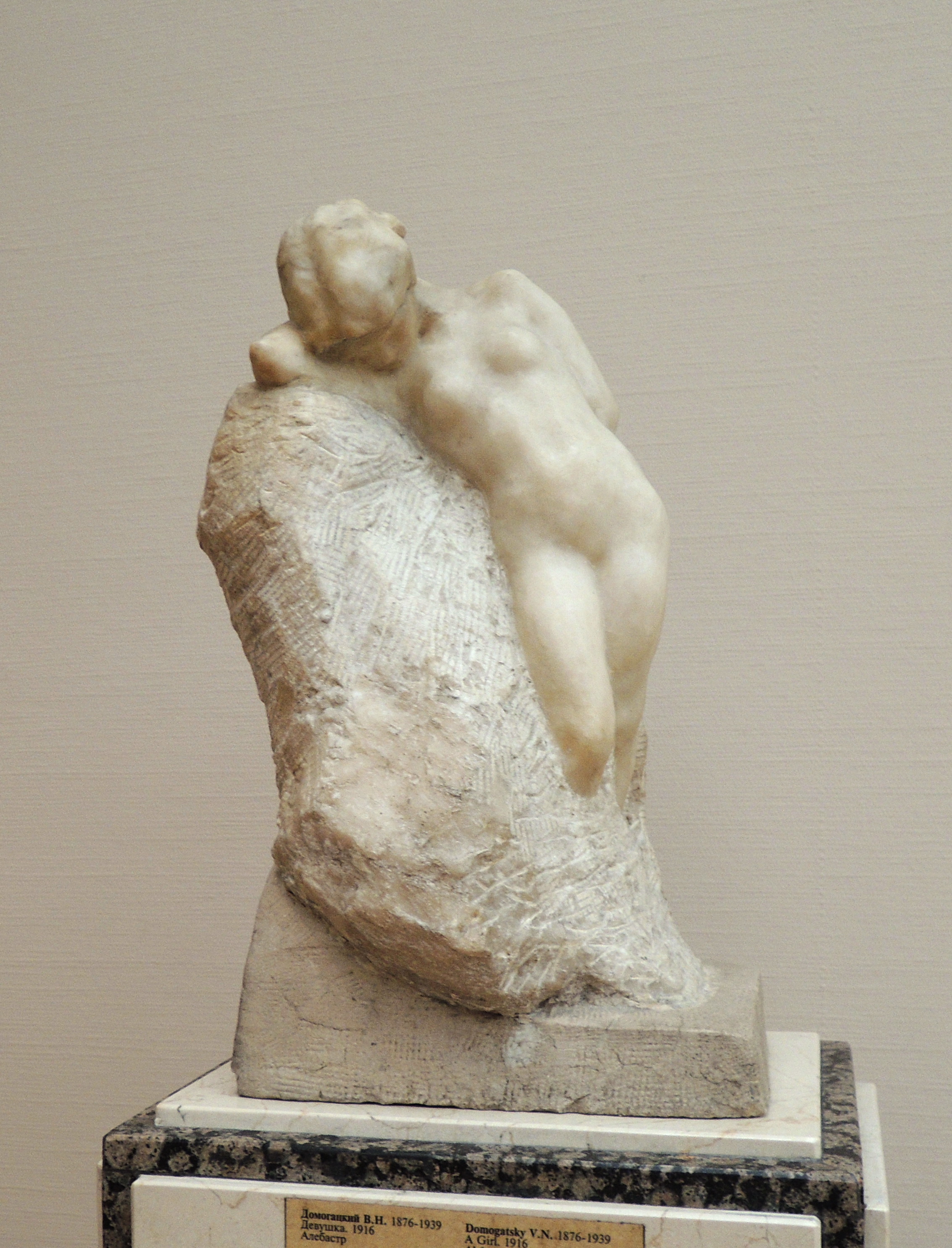
Mädchen (1916)
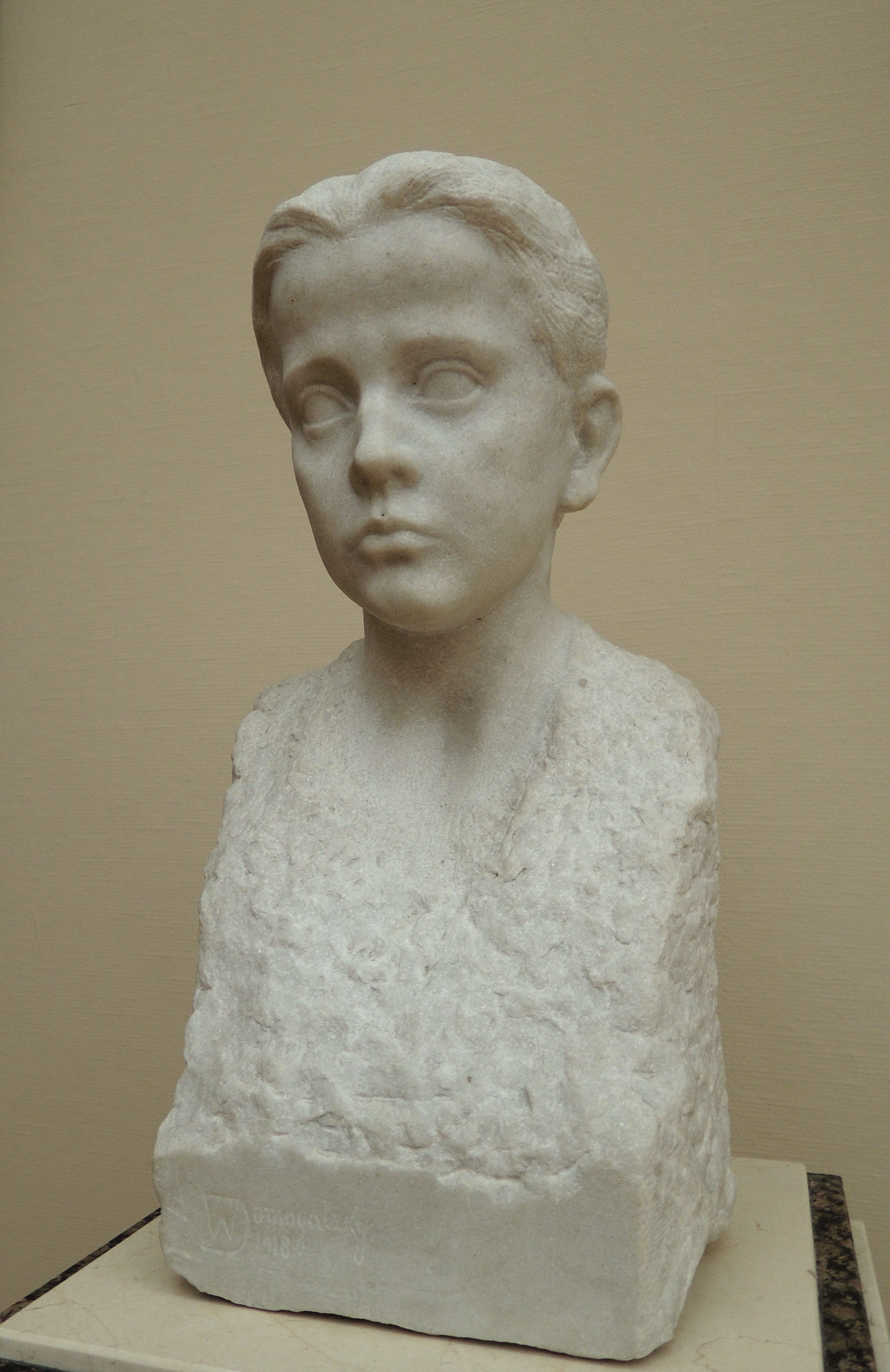
Mädchen (1917)
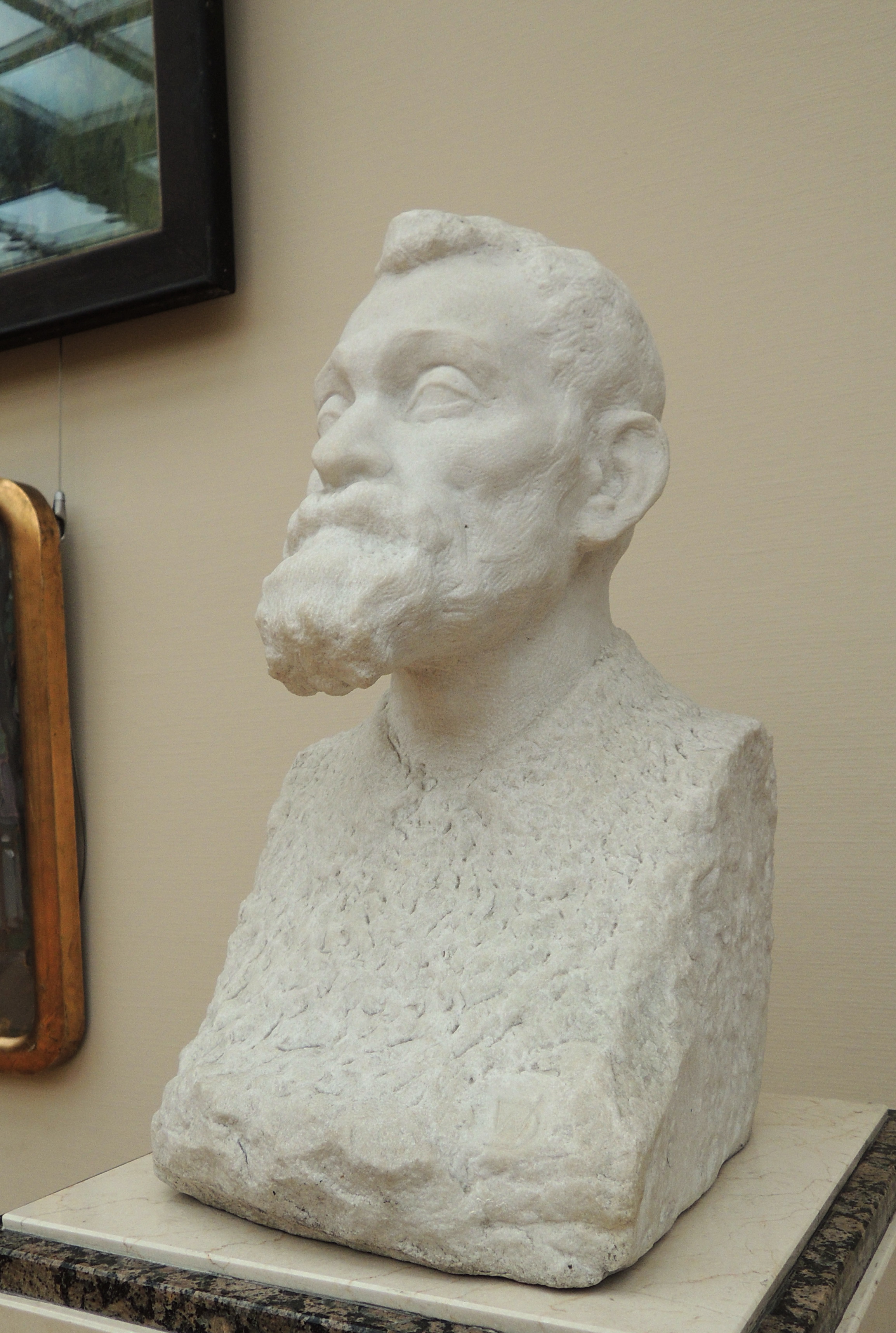
Lew Schestow (1917)
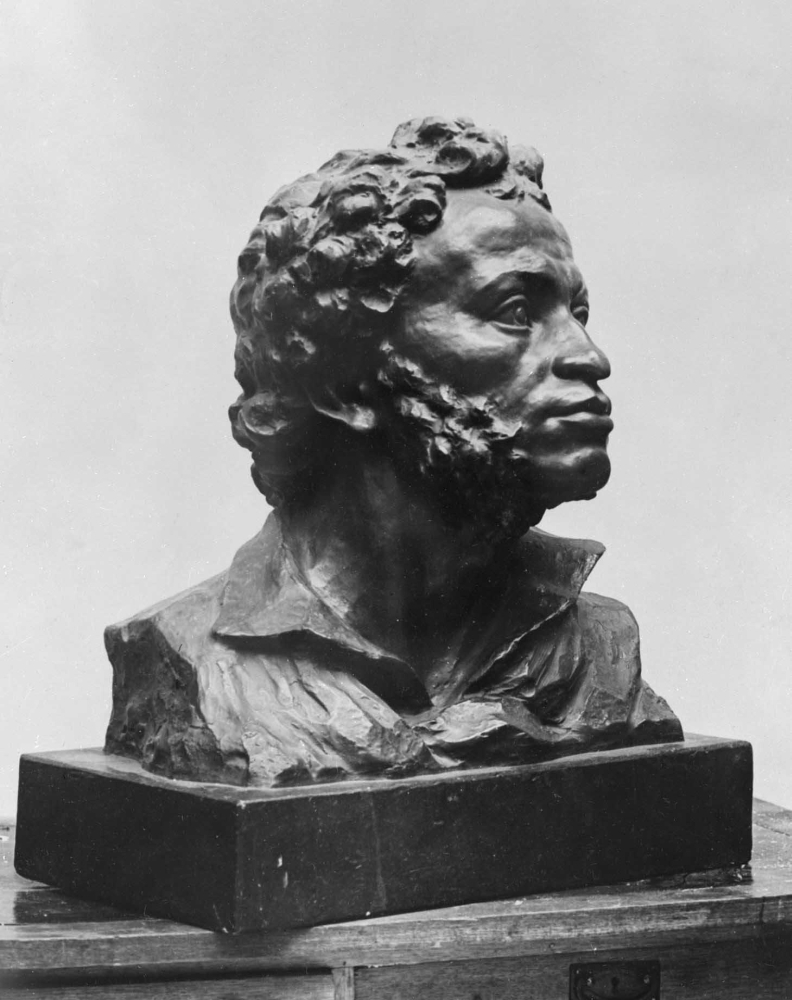
Alexander Puschkin (1926)
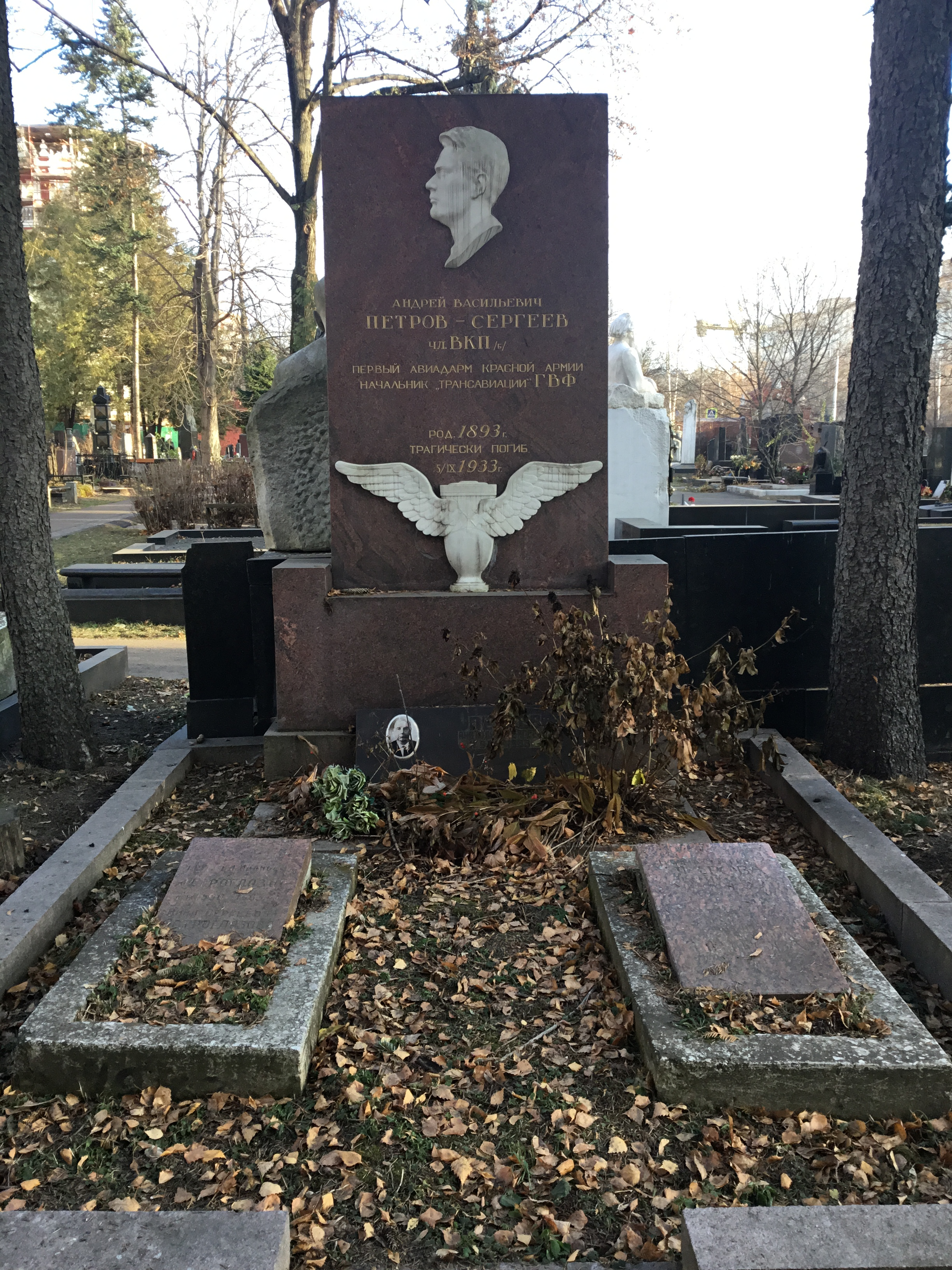
Grabstein Andrei Petrow-Sergejews, Nowodewitschi-Friedhof, Moskau